# Fodor Aranka
Fodor Aranka (helyesen Fodorné Aranka, leánykori nevén Weiszmann Aranka) (Budapest, 1883. május 3. – Graz, 1931. december 19.) opera-énekesnő (mezzoszoprán, alt) volt.

## Élete
Weiszmann József tőzsdeügynök és Kirschbaum Janka (1845–1917) gyermekeként született. 1906. október 19-én debütált az Operaházban Amneris (Verdi: Aida) szerepében. Csak a következő év januárjában szerződtették, 1907 júliusában vengédszereplőként pedig nagy sikert aratott a berlini Királyi Operaházban, a Carmenben. 1911 október 8-án lépett fel utoljára a Magyar Királyi Operaházban Amerisként. Ezután felbontotta szerződését és fél évre Londonba ment. 1912-ben újra visszaszerződött az Operához és 1919 szeptemberéig maradt a társulat tagja. Véglegesen 1927-ben vonult vissza.
1922. június 11-én Budapesten Lénárd Béla (1892–1960) színész felesége lett.

## Szerepei
- Bizet: Carmen – címszerep
- Gluck: Orfeusz és Eurüdiké – Orfeusz
- Muszorgszkij: Borisz Godunov – Kszenyija dajkája
- Offenbach: Hoffmann meséi – Antonia anyjának hangja
- Saint-Saëns: Sámson és Delila – Delila
- Richard Strauss: Salome – Heródiás
- Richard Strauss: Elektra – Klütaimnésztra
- Verdi: A trubadúr – Azucena
- Verdi: Álarcosbál – Ulrica
- Verdi: Aida – Amneris
- Wagner: A Nibelung gyűrűje – Erda; Fricka